# Étienne Gérin
Pour les articles homonymes, voir Gérin.
Étienne Élie Gérin, né aux Cayes le 19 décembre 1757 et mort à Anse-à-Veau le 18 janvier 1810, est un général et homme politique haïtien.

## Biographie
Surnommé « Côte-de-Fer » pour sa bravoure intrépide, Gérin prend part à toutes les luttes de l'indépendance d’Haïti. Ministre de la Guerre sous Jean-Jacques Dessalines, il dirige auprès de Henri Christophe, Alexandre Pétion et Laurent Férou, l'armée qui renverse Dessalines (17 octobre 1806). Il conspire ensuite contre Pétion pour lui prendre la Présidence de la République. Il échoue et se tire alors une balle dans la tête. 